# Federazione Austriaca Tennistavolo
La Federazione Austriaca Tennistavolo (in tedesco, Österreichischer Tischtennisverband - ÖTTV) è la federazione nazionale di tennistavolo dell'Austria. Il suo presidente è Gottfried Gorsthuber. La sede della federazione è a Vienna.
È stata fondata nel 1930. La Federazione Austriaca Tennistavolo include 9 federazioni regionali.

## Presidenti
- da ottobre 1934: Eugen Grabscheid[1]
- 1947-1955: Kurt Kunodi[2]
- circa 1957: Gustav Stelzmüller[3]
- circa 1965: Kurt Kunodi[4]
- circa 1971 - circa 1985: Karl Smekal[5]
- dal 1987: Rudolf Weinmann [6]
- 2011: Gottfried Gorsthuber[7]

## Organizzazione
- Presidente: Gottfried Gorsthuber